# سیارک ۲۰۷۶۰
سیارک ۲۰۷۶۰ (به انگلیسی: 20760 Chanmatchun، نامگذاری:2000DR8) بیست هزار و هفتصد و شصتمین سیارک کشف شده‌است که در ۲۷ فوریه ۲۰۰۰ کشف شد.
قدر مطلق سیارک برابر ۱۳٫۵۰ است.